# 岡田宜法
岡田 宜法（おかだ ぎほう、1882年4月7日 - 1961年12月29日）は、日本の仏教学者、曹洞宗の僧侶。駒澤大学学長。

## 略歴
明治15年（1882年）4月7日、埼玉県北埼玉郡上会下村（鴻巣市）に生まれる。同村の雲祥寺にて出家。
明治39年（1906年）に曹洞宗大学林（駒澤大学）を卒業し、布教使となり各地を歴訪。世田谷中学（世田谷学園）教頭を経て、大正14年（1925年）に駒澤大学教授に就任。昭和19年（1944年）に『日本禅籍史論』で文学博士となる。
戦後は、昭和22年（1947年）から28年（1953年）まで駒澤大学長となる。
昭和36年（1961年）12月29日に遷化。

## 著作リスト
- 『禅学綱要』（貝葉書院、1909年）
- 『禅と人生』（一喝社、1909年）
- 『承陽大師御伝記講話』（一喝社、1918年）
- 『禅学概論』（甲子社、1930年）
- 『禅学研究法と其資料』（代々木書院、1931年）
- 『曹洞宗概論』（東方書院、1931年）
- 『曹洞宗教理概説』（代々木書院、1932年）

### 博士論文
- 『日本禅籍史論』（井田書店、1943年、文学博士、駒澤大学）

### 論文
- CiNii>岡田宜法
- INBUDS>岡田宜法